# プリントサーバ

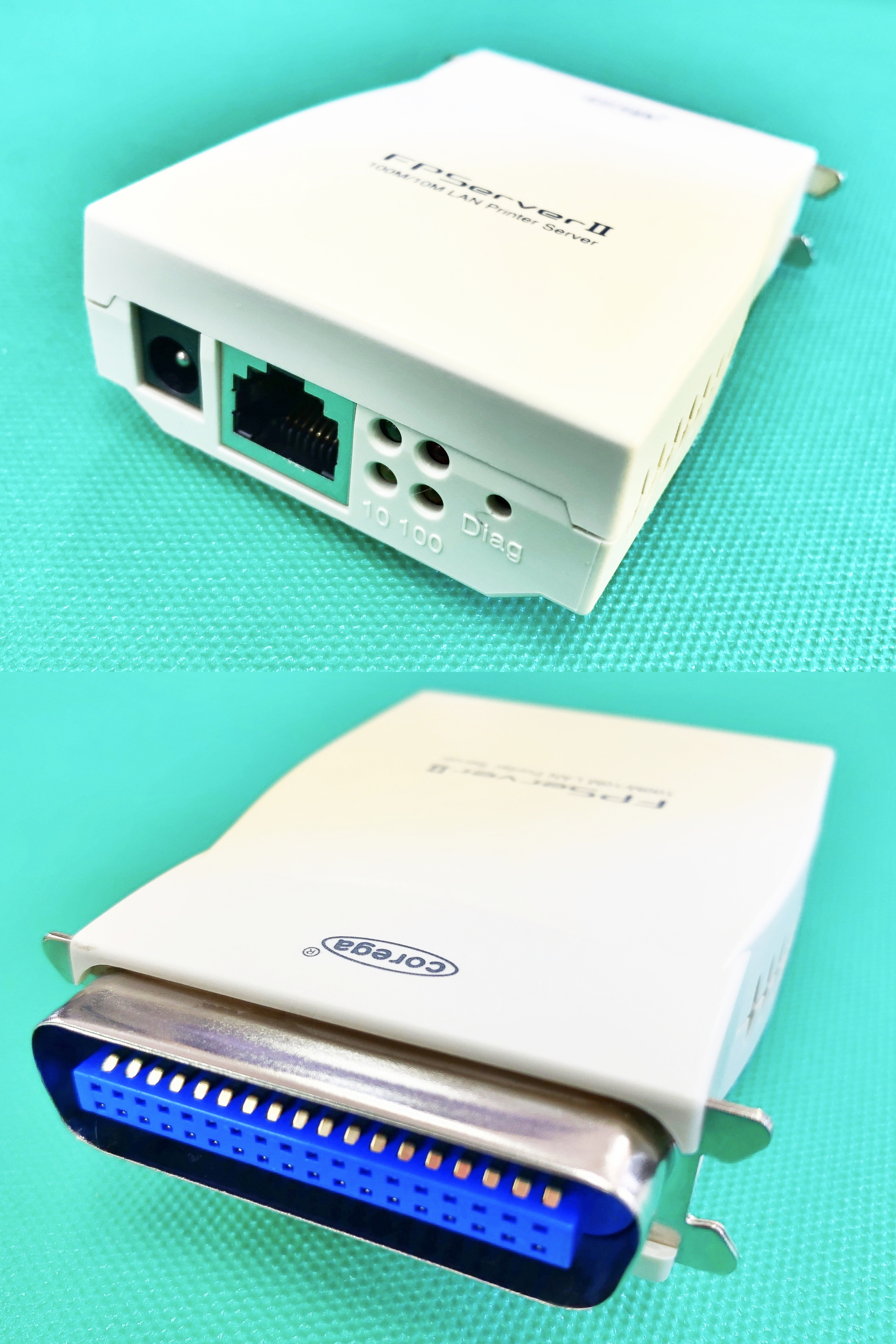
プリントサーバ
（LAN側が100M/10M、プリンタ側がアンフェノール36ピン）

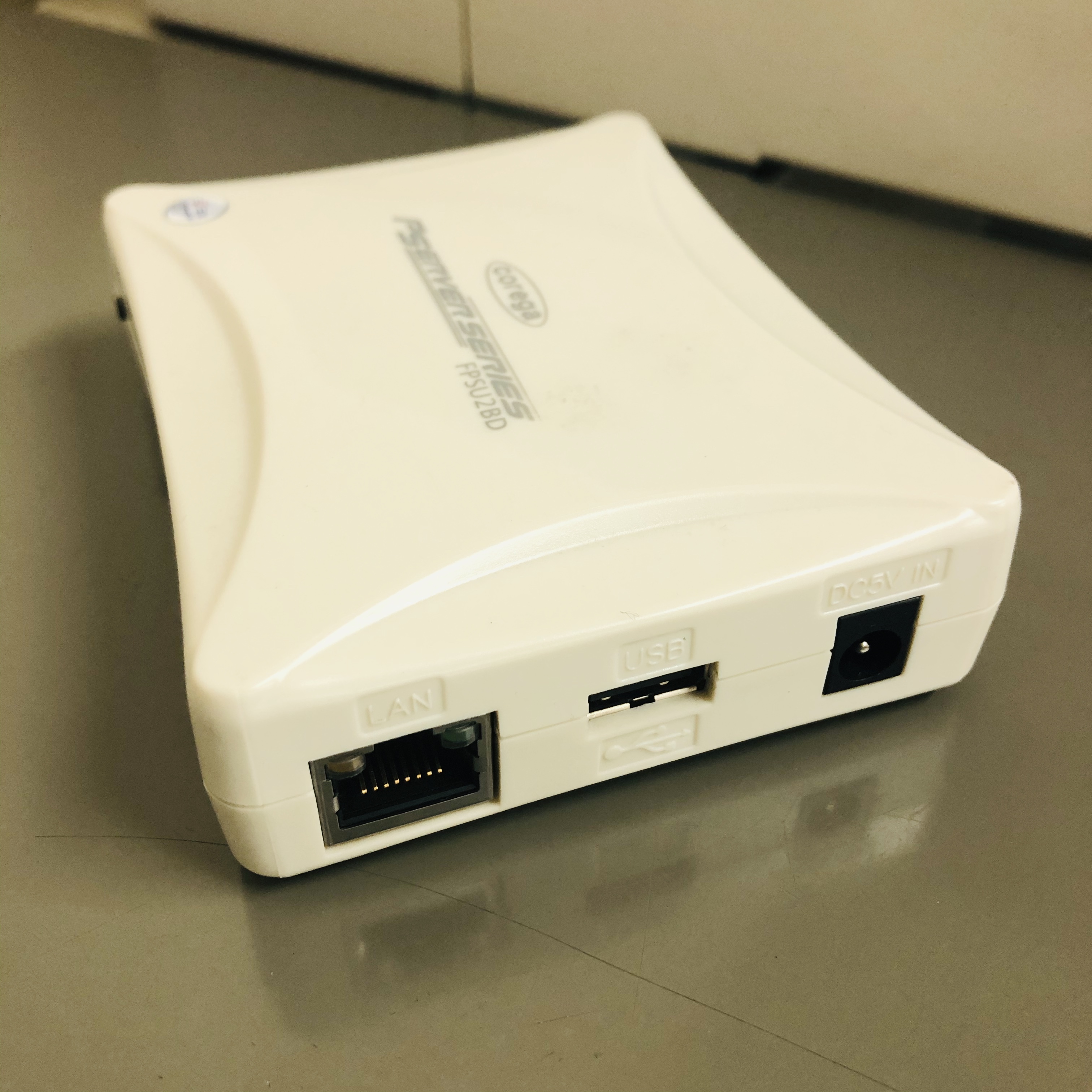
プリントサーバ
（LAN側が100BASE-TX、プリンタ側がUSB）

プリントサーバは、コンピュータネットワーク上に配置されたあるプリンターを、複数のクライアントコンピュータから利用する際に用いられる、制御用コンピュータである。プリントサーバは複数のクライアントから同時に印刷要求があっても、これを適切に処理し、プリンターが順序よく印刷をこなすための管理を行う。

## 役割
プリントサーバはパーソナルコンピュータなどを用いて構成される場合（Windowsのプリンタ共有機能を利用する場合や、Sambaなどの専門のソフトウェアを利用する場合）と、専用の機器（ハードウェア）を用いる場合がある。後者の場合、プリンターを接続するためのUSB端子やパラレルポートと、ネットワーク (LAN) に接続するためのイーサネットポートや無線LANのインタフェースを持つ小型の製品が周辺機器専門メーカ（サードパーティー）から多く市販されている。
また、会社などでのネットワーク接続を前提に、最初からプリンタ内部にプリントサーバを内蔵したプリンター（ネットワーク対応プリンタ）も市販されており、この場合はプリンタにイーサネット端子や無線LANなどのインタフェースを持つため、直接LANなどのネットワークに接続が可能である。2000年代後半以降、廉価モデルを除けば大抵のプリンターはプリントサーバ（当然ネットワークインタフェースを含む）が内蔵されており、プリントサーバなしのモデルはむしろ（機種数としては）少数派となっている。

## 利点
主な利点としては次のような点が挙げられる。
- 1台のプリンタを複数台のPC（クライアント機）で共用できる。プリントサーバを当初から、あるいは純正オプションで内蔵したもので、プリンターのデバイスドライバが提供されていれば、クライアント機のOS（Windows・macOS・Linux等）を問わずプリンターを共用できる。
- ネットワークの設定によっては遠隔地のプリンターへの出力も可能である。

## 問題点
双方向通信に対応していないプリントサーバを用いる場合、単純にホスト側から送られてきたデータを出力するだけの古い設計のプリンタであれば問題は少ないが、2000年頃から主流となっているインクやトナーの残量の確認がホスト側から可能であったり、スキャナーを内蔵する複合型のプリンタなどの双方向通信機能を有するプリンタは全く使用できないか、スキャナーが利用できないなど制限が大きくなり、大変使いにくくなる可能性がある。当初からネットワーク機能が内蔵されているか、純正オプションで用意されたものを装着した場合は、このような問題は発生しない。